# Comuna Dămuc, Neamț
Dămuc (în maghiară Damuk/Gyergyódamuk) este o comună în județul Neamț, Transilvania, România, formată din satele Dămuc (reședința), Huisurez și Trei Fântâni.

## Așezare
Comuna se află în extremitatea sud-vestică a județului, la limita cu județul Harghita, la poalele munților Hășmaș, în bazinul hidrografic al râului Dămuc și în cel al râului Bicăjel. Este străbătută de șoseaua județeană DJ127A, care o leagă spre nord de Bicaz-Chei (unde se termină în DN12C) și spre sud în județul Harghita pe un traseu neasfaltat de Lunca de Jos (unde se termină în DN12A).

## Demografie
Componența etnică a comunei Dămuc
     Români (89,64%)
     Maghiari (1,83%)
     Alte etnii (8,53%)
Componența confesională a comunei Dămuc
     Ortodocși (86,01%)
     Baptiști (2,55%)
     Romano-catolici (2,41%)
     Alte religii (0,54%)
     Necunoscută (8,49%)
Conform recensământului efectuat în 2021, populația comunei Dămuc se ridică la 2.780 de locuitori, în creștere față de recensământul anterior din 2011, când fuseseră înregistrați 2.761 de locuitori. Majoritatea locuitorilor sunt români (89,64%), cu o minoritate de maghiari (1,83%). Din punct de vedere confesional, majoritatea locuitorilor sunt ortodocși (86,01%), cu minorități de baptiști (2,55%) și romano-catolici (2,41%), iar pentru 8,49% nu se cunoaște apartenența confesională.

## Politică și administrație
Comuna Dămuc este administrată de un primar și un consiliu local compus din 11 consilieri. Primarul, Anton Covasan[*], de la Alianța pentru Unirea Românilor, este în funcție din 1 noiembrie 2024. Începând cu alegerile locale din 2024, consiliul local are următoarea componență pe partide politice:
|  | Partid                          | Consilieri | Componența Consiliului | Componența Consiliului | Componența Consiliului | Componența Consiliului | Componența Consiliului |
|  | ------------------------------- | ---------- | ---------------------- | ---------------------- | ---------------------- | ---------------------- | ---------------------- |
|  | Partidul Național Liberal       | 5          |                        |                        |                        |                        |                        |
|  | Alianța pentru Unirea Românilor | 4          |                        |                        |                        |                        |                        |
|  | Partidul Social Democrat        | 2          |                        |                        |                        |                        |                        |

## Istorie
La sfârșitul secolului al XIX-lea, teritoriul comunei făcea parte din Regatul Ungariei din Austro-Ungaria, în cadrul căreia era arondată districtului Gheorgheni al comitatului Ciuc; hărțile epocii nu consemnează în zona comunei niciun sat, dar satul Dămuc era un sat recent apărut, în cadrul comunei Bicaz. În 1918, comuna Bicaz a fost ocupată de armata României, stat care a revendicat Transilvania, iar în 1920 trecerea la România a fost oficializată prin tratatul de la Trianon. Aceasta a fost inclusă în județul Ciuc. Comuna Dămuc a apărut în 1939, prin separarea ei din comuna Bicaz-Chei. După Dictatul de la Viena din 1940, comuna, împreună cu restul Ardealului de Nord a aparținut Ungariei până în 1944, când după 23 august a redevenit parte a României.
În 1950, comuna Dămuc a trecut în administrarea raionului Piatra Neamț din regiunea Bacău. În 1968, în alcătuirea actuală, comuna Dămuc a fost transferată la județul Neamț.